# Ghazi Chellouf
Ghazi Chellouf, né le 15 juin 1990 à Sfax, est un footballeur tunisien. Il évolue au poste de milieu de terrain.

## Clubs
- juillet 2010-janvier 2017 : Club sportif sfaxien (Tunisie)
  - août 2015-juin 2016 : El Gawafel sportives de Gafsa (Tunisie), prêt
  - septembre 2016-janvier 2017 : Jeunesse sportive kairouanaise (Tunisie), prêt
- janvier 2017-janvier 2018 : Stade tunisien (Tunisie)
- janvier-août 2018 : El Raja Marsa Matruh (Égypte)
- août 2018-décembre 2020 : Club olympique de Médenine (Tunisie)
- décembre 2020-décembre 2021 : Sur Sports Club (Oman)
- depuis décembre 2021 : El Gawafel sportives de Gafsa (Tunisie)

## Palmarès
- Coupe de la confédération (1) :
  - Vainqueur : 2013
  - Finaliste : 2010
- Coupe nord-africaine des vainqueurs de coupe (1) : 2009
- Coupe de Tunisie de football (1) :
  - Vainqueur : 2009
  - Finaliste : 2010, 2012
- Champion de Tunisie (1) : 2013